# SKK Neftechimik
Der SKK Neftechimik (russisch Нефтехимик (спортивно-культурный комплекс), Sport- und Kulturkomplex Neftechimik) ist eine Eissporthalle in Nischnekamsk, Russland. Das Spielstätte ist Austragungsort der Heimspiele von Neftechimik Nischnekamsk aus der Kontinentalen Hockey-Liga. 

## Geschichte
Der SKK Neftechimik, der 2005 eröffnet wurde, wird hauptsächlich für Eishockeyspiele genutzt. Der Eishockeyverein Neftechimik Nischnekamsk aus der Kontinentalen Hockey-Liga trägt seit der Eröffnung seine Heimspiele im Stadion aus. Die Arena löste den ehemaligen Eispalast Nischnekamsk ab, in dessen unmittelbarer Nähe der neue Sportkomplex gebaut wurde. Neben Eishockeyspielen dient das Gebäude auch als Konzerthalle. 

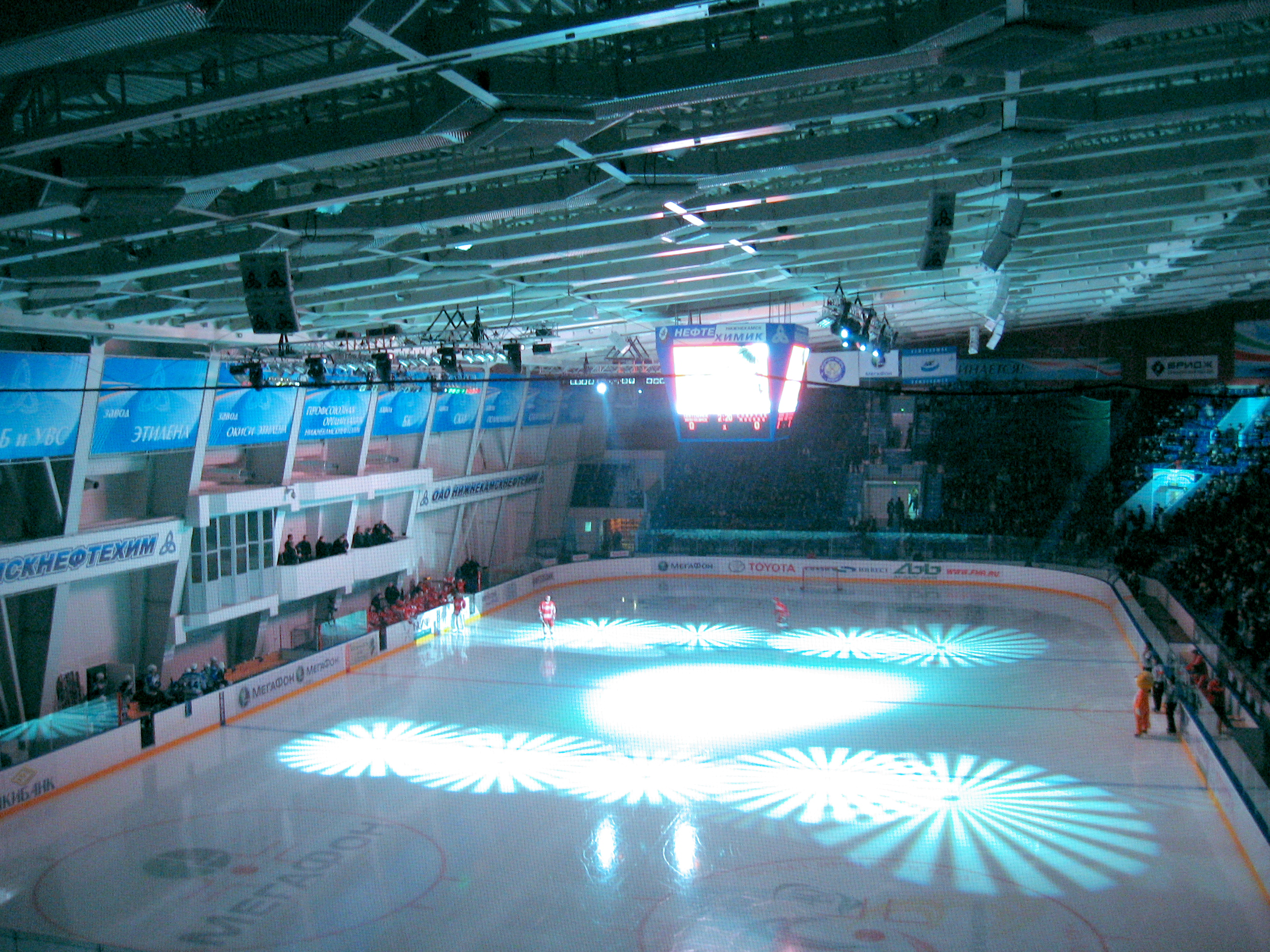
Innenansicht
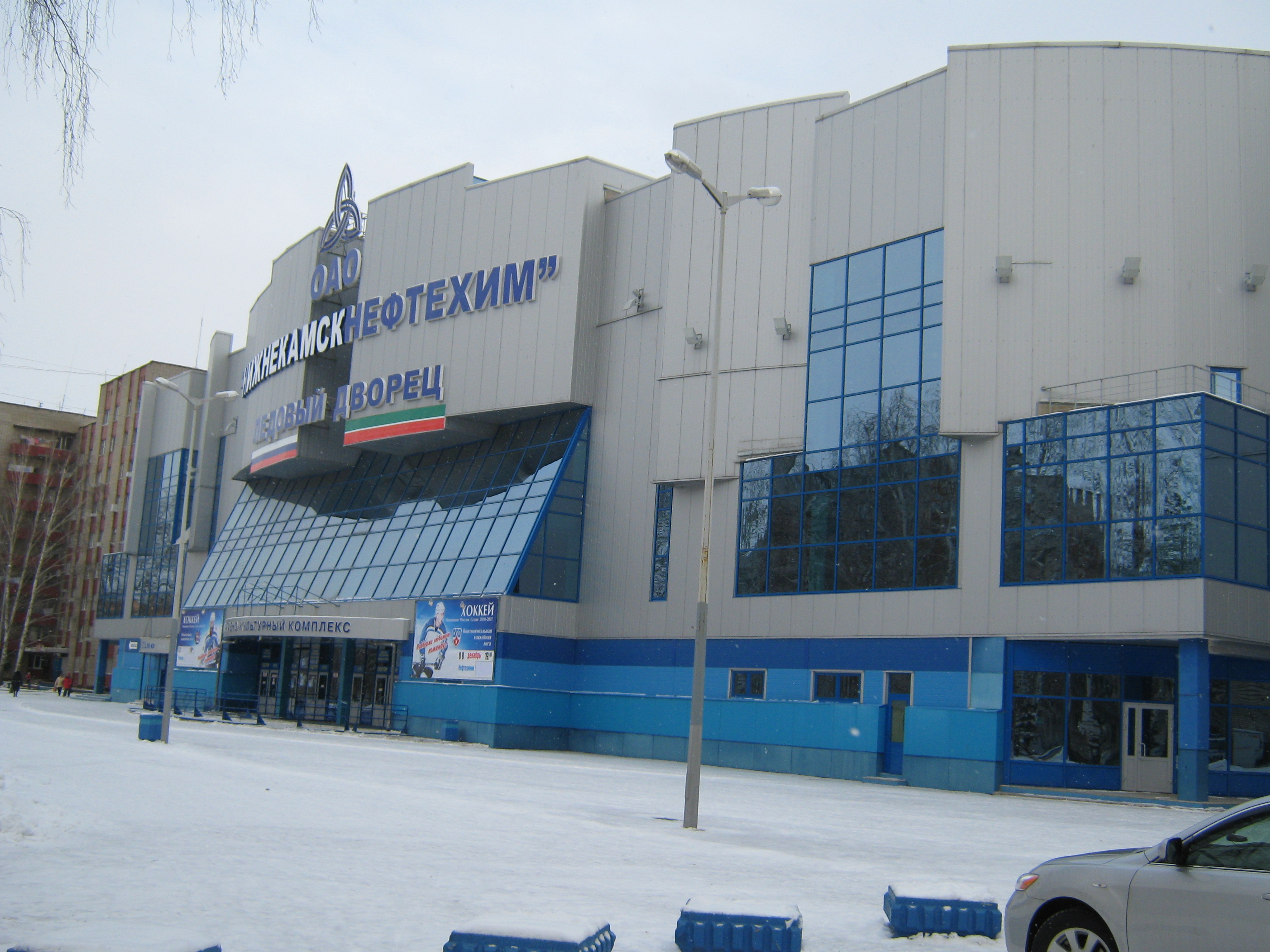
Außenansicht
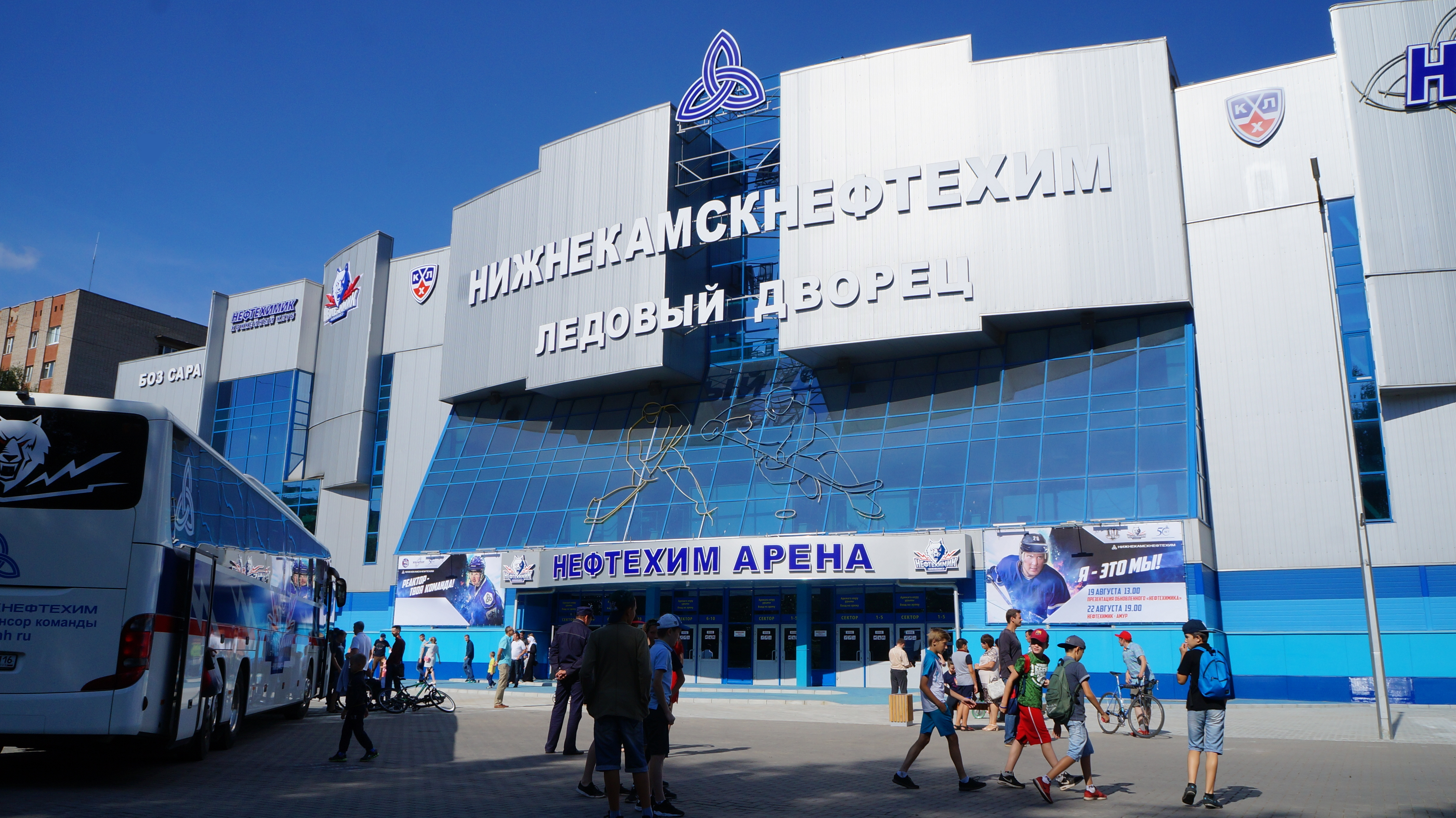
Außenansicht